# Hopetown
Hopetown ist eine Stadt in der südafrikanischen Provinz Nordkap (Northern Cape). Sie ist Verwaltungssitz der Gemeinde Thembelihle im Distrikt Pixley Ka Seme.

## Geographie
Hopetown liegt im dünn besiedelten Landesinneren, am Rand der Great Karoo, an einem Abhang südlich des Flusses Oranje.
88 % der Bewohner haben Afrikaans als erste Sprache, 7 % isiXhosa.

## Geschichte
Der Ort wurde 1850 an einer Furt des Oranje gegründet, nachdem Sir Harry Smith die Nordgrenze der Kapkolonie bis an den Oranje verschoben hatte. Der Ort wurde nach William Hope benannt, einem damaligen Verwaltungsbeamten der Kapkolonie.
Der auf dem Territorium des heutigen Südafrikas erste Fund eines Diamanten begab sich 1866 in den Schottern des Oranje durch ein Kind, das daraus rundliche Steine als Spielzeug nutzte. Das glänzende Stück erregte lokal eine gewisse Aufmerksamkeit und ein Handelsmann, John O’Reiley, brachte das Exemplar nach Grahamstown zu William Guybon Atherstone, der es richtig identifizierte. 1867 und 1869 wurden hier mit dem 23,25 Karat schweren Eureka Diamond und dem 83,5 Karat schweren Star of Africa die ersten bedeutenden Diamanten Südafrikas gefunden. Um die nördlich gelegene Stadt Kimberley anzuschließen, wurde 1884 eine Bahnstrecke gebaut, die seitdem wenige Kilometer östlich von Hopetown den Oranje quert.

## Wirtschaft und Verkehr
Um Hopetown werden – teilweise künstlich bewässert – Obst, Weizen und Kartoffeln angebaut, daneben auch Viehzucht betrieben.
Die Nationalstraße N12 führt Richtung Nordosten nach Kimberley und Richtung Südwesten nach Victoria West. Die R369 quert Hopetown in West-Ost-Richtung und verbindet Prieska und den Vanderkloof Dam. Die R358 führt nordwärts nach Douglas, die R388 südwärts nach De Aar. Das von Privatflugzeugen genutzte Hopetown Airfield liegt östlich der Stadt.

## Persönlichkeiten
- Paul Hendrik Roux (1862–1911), Pastor und General, geboren in Hopetown
- Magdalena Swanepoel (1930–2007), Speerwerferin und Kugelstoßerin, geboren in Hopetown